# Arsenura
Arsenura là một chi bướm đêm thuộc họ Saturniidae.

## Các loài
- Arsenura albopicta Jordan, 1922
- Arsenura archianassa Draudt, 1930
- Arsenura armida (Cramer, 1779)
- Arsenura aspasia (Herrich-Schäffer, 1853)
- Arsenura batesii (Felder & Rogenhofer, 1874)
- Arsenura ciocolatina Draudt, 1930
- Arsenura championi (Druce, 1886)
- Arsenura cymonia (Rothschild, 1907)
- Arsenura mossi Jordan, 1922
- Arsenura pandora Klug, 1836
- Arsenura polyodonta Jordan, 1911
- Arsenura ponderosa Rothschild, 1895
- Arsenura rebeli Gschwandner, 1920
- Arsenura sylla (Cramer, 1779)

## Hình ảnh

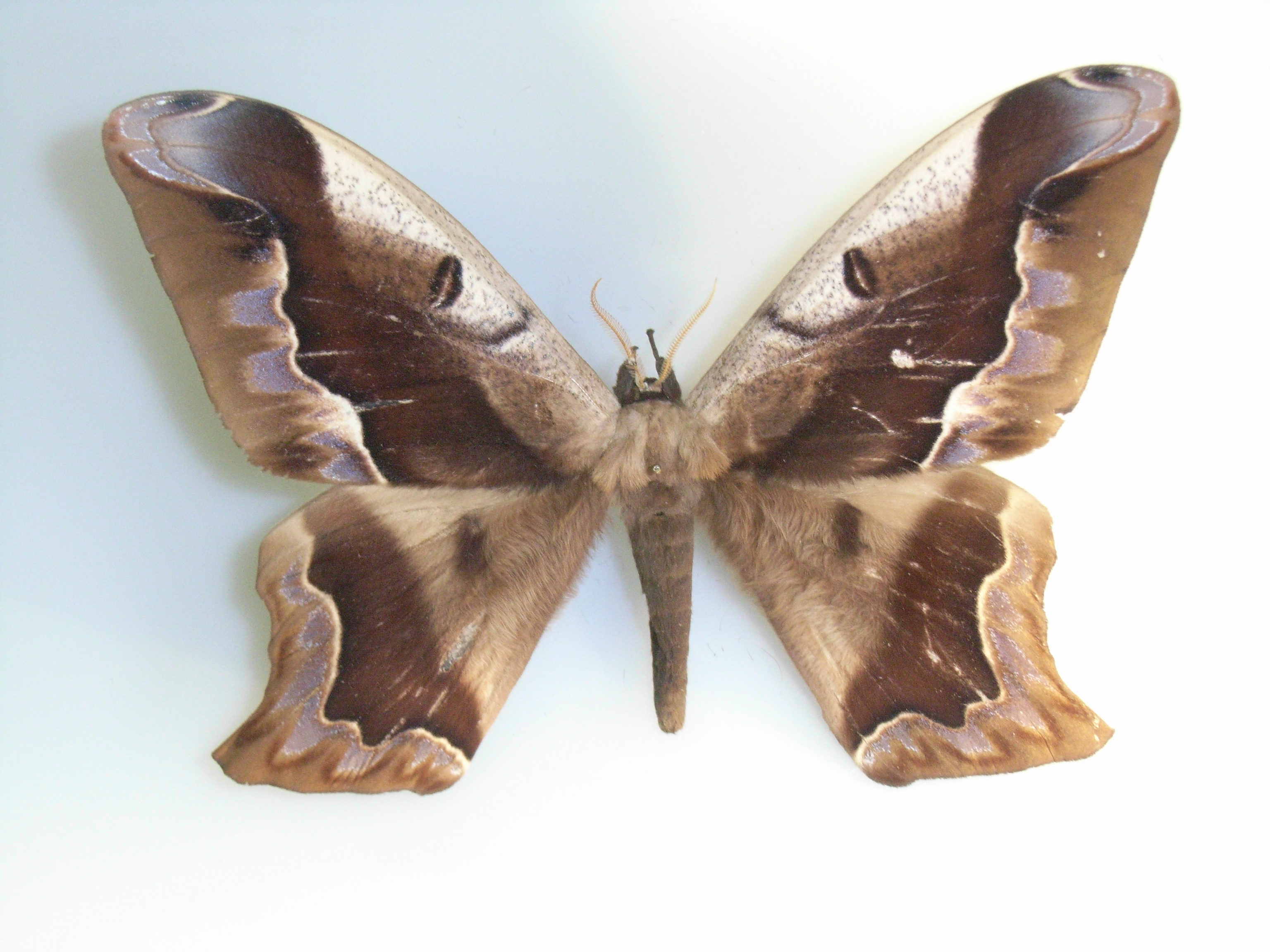
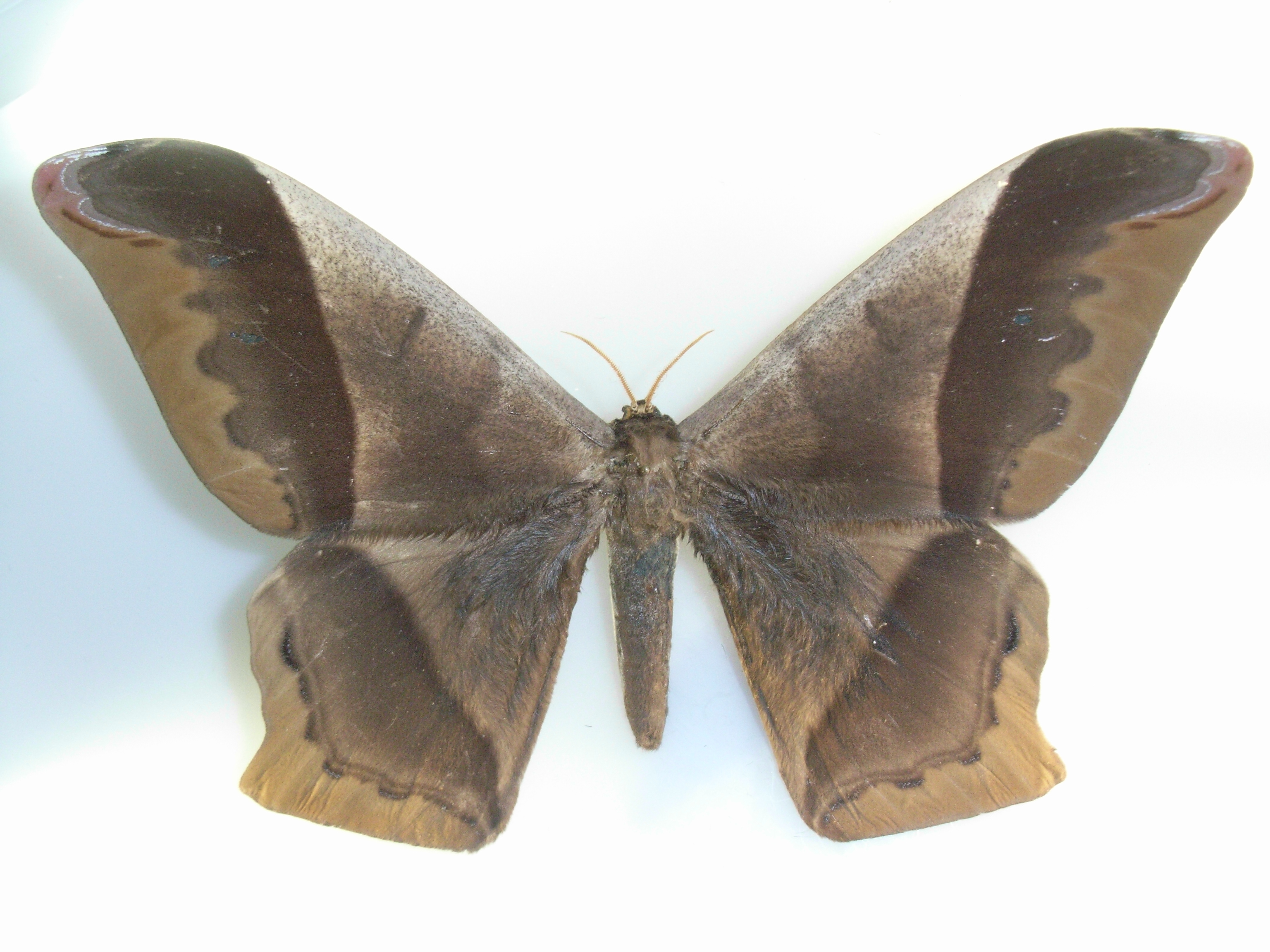